# 0775
0775 è il prefisso telefonico del distretto di Frosinone, appartenente al compartimento di Roma.
Il distretto comprende la parte occidentale della provincia di Frosinone. Confina con i distretti di Tivoli (0774) e di Avezzano (0863) a nord, di Cassino (0776) a est, di Formia (0771) a sud, di Latina (0773) e di Roma (06) a ovest.

## Aree locali e comuni
Il distretto di Frosinone comprende 37 comuni inclusi nelle 3 aree locali di Ceccano, Fiuggi (ex settori di Alatri, Anagni e Fiuggi) e Frosinone (ex settori di Ceprano e Frosinone). I comuni compresi nel distretto sono: Acuto, Alatri, Amaseno, Anagni, Arnara, Boville Ernica, Castro dei Volsci, Ceccano, Ceprano, Collepardo, Falvaterra, Ferentino, Filettino, Fiuggi, Frosinone, Fumone, Giuliano di Roma, Guarcino, Monte San Giovanni Campano, Morolo, Paliano, Patrica, Piglio, Pofi, Ripi, Serrone, Sgurgola, Strangolagalli, Supino, Torre Cajetani, Torrice, Trevi nel Lazio, Trivigliano, Vallecorsa, Veroli, Vico nel Lazio e Villa Santo Stefano .